# Carmen Cervera
María del Carmen Rosario Soledad Cervera y Fernández de la Guerra, baronessa vídua de Thyssen-Bornemisza (Sitges, 23 d'abril de 1943), comunament coneguda a Espanya com a Carmen Thyssen Cervera, és una filantropa catalana que havia estat model i actriu. Actualment és molt coneguda per la seva activitat en el col·leccionisme també té la nacionalitat suïssa.

## DeMiss Espanyaa baronessa
El seu pare, Enric Cervera Anfruns i Manent, era català i la seva mare, María del Carmen Fernández de la Guerra y Álvarez (morta el 22/02/1992 a Madrid) tenia orígens a Los Arcos (Navarra), poble on ella passaria els estius de nena. Allí existeix actualment una Casa de Cultura amb el seu nom, a la inauguració del qual va acudir l'any 2000.
Els seus pares es van separar quan ella tenia cinc anys, encara que segons alguna biografia, aquesta dada es va encobrir durant anys pels prejudicis morals de l'època. D'orígens més aviat modests, la seva mare es va esforçar a donar-li una bona educació i en encaminar-la cap a un èxit professional i econòmic al qual ella no havia pogut aspirar per les seves obligacions familiars.
Carmen va estudiar en diversos col·legis privats de Barcelona i posteriorment a Londres. Es conta que durant la seva etapa en el Regne Unit, va participar en una actuació de flamenc davant Isabel II d'Anglaterra. Algunes biografies afegeixen que també va estudiar a Suïssa.
Durant aquesta època ja gaudia d'una millor posició econòmica, amb estiuejos a Sitges.
Sent encara molt jove va tenir un romanç amb el rocker francès Johnny Hallyday, abans que aquest es casés amb Sylvie Vartan. El 1961 va guanyar el certamen de Miss Espanya, participant com Miss Catalunya, i va quedar tercera en el certamen de Miss Univers. La seva mare va ser determinant en el seu enlairament com a rostre popular, demanant ajuda al diari La Vanguardia per a promocionar la seva filla, on van publicar la primera entrevista de la jove Carmen Cervera. Va treballar com a model fotogràfica i com a tal va posar per a un anunci de rellotges de polsera.
La participació a Miss Univers va permetre a Carmen viatjar a Hollywood. Juntament amb altres participants, va acudir a una festa promocional on va conèixer a Dean Martin i Frank Sinatra.
El 1965 es va casar amb l'actor Lex Barker, famós per les seves pel·lícules de Tarzan, a qui havia conegut en un vol a Zúric en demanar-li un autògraf. Durant aquest matrimoni, va conèixer més figures del cinema; Sinatra els va regalar un pastor alemany.
Va enviduar el 1972 quan Lex Barker va morir de manera imprevista d'un infart a Nova York. Algunes fonts afirmen que la parella vivia una crisi i que la defunció es va produir en ple procés de divorci. Carmen va heretar la major part dels seus béns, entre ells un xalet a Sant Feliu de Guíxols.
El 1975 Carmen va començar una relació amb el conegut productor de cinema i playboy veneçolà Espartaco Santoni. Es va casar amb ell, un matrimoni que finalment es va descobrir que no era vàlid per bigàmia d'ell. Santoni es va veure implicat en litigis financers i acabaria a la presó, cosa que va perjudicar econòmicament Carmen.
En aquests anys, ella va participar en pel·lícules espanyoles d'humor i destape així com en alguna co-producció de gènere thriller. En la seva breu etapa al cinema, destaca una co-producció rodada a Mèxic amb Robert Wagner. En aquestes dates, ella mateixa va relatar que va mantenir un breu romanç amb Al Pacino, llavors famós pel seu paper en El padrí.
El 1980 va donar a llum el seu únic fill biològic: Borja, la paternitat del qual va amagar durant anys fins que el 2009 va confirmar que era de Manuel Segura.
El 1981 coneix el seu tercer marit, el baró Hans Heinrich von Thyssen, encara que no es converteix en la seva esposa fins al 1985, ja que ell encara litigava amb la seva anterior esposa, Denise Shorto. Després de les noces, celebrades en un jutjat d'Anglaterra, el baró dona el seu cognom a Borja com a fill propi.
El 2007, ja vídua del baró, Carmen adopta dues nenes nascudes als Estats Units, a les quals bateja com Carmen (en record a la seva mare) i Sabina (nom de la seva àvia materna). El 31 de gener de 2008 el seu fill Borja i la seva nora Blanca Cuesta li donen el seu primer net al qual anomenen Sacha en honor del seu pare, ja que el primer nom de Borja és Alejandro. Sacha és el diminutiu rus d'Alexandre (Александр).

## La "baronessa mecenes"
El seu espòs va introduir Carmen en el món del col·leccionisme d'art, i a través de la influència de Carmen, la col·lecció de la família Thyssen va estrènyer llaços amb Espanya, país que fins llavors tot just coneixien. El 1986, una selecció dels seus quadres moderns es va exposar a la Biblioteca Nacional, i l'any següent una altra selecció de mestres antics es va exposar a l'Acadèmia de San Fernando.
Ja en aquells anys, el seu espòs es plantejava quin futur donar a la seva col·lecció per a garantir-ne la integritat i una correcta exhibició. Després de descartar-se una ampliació de la mansió familiar de Lugano, Vila Favorita, el baró va parar esment al suggeriment de Carmen, perquè Espanya albergués els seus tresors. Segurament, si no hagués estat per ella, el baró hauria optat per un altre país com a destinació de la col·lecció.
El procés de negociacions entre els Thyssen i el govern espanyol va arrencar formalment el 1988, amb la signatura d'un protocol que estipulava el préstec temporal de la col·lecció (una selecció més aviat) en règim de lloguer. La finalitat de tal cessió temporal era posar a prova la gestió del nou museu, demostrar-ne la idoneïtat i vèncer les reticències a una cessió definitiva.
En tals condicions es va obrir el 1992 el Museu Thyssen-Bornemisza de Madrid, amb alguns suggeriments decoratius de Carmen. La solució jurídica del lloguer va tenir èxit: després d'uns mesos de rodatge del museu, el baró va quedar satisfet i va arribar a un acord de venda amb Espanya, que garantia la supervivència de la col·lecció unida i exempta de litigis hereditaris.
Poc després, Carmen Cervera (més coneguda com a baronessa Thyssen, malgrat que el Ministeri de Justícia d'Espanya no reconeix l'ús d'aquest títol en el país i tampoc no té validesa a Alemanya, on es va abolir la noblesa el 1919) va iniciar personalment una altra etapa col·leccionista, prenent com a base certes obres d'art excloses de l'acord amb Espanya.
El 2002 mor el seu espòs, que deixa Carmen com «la vídua més rica d'Europa». Prèviament, ella havia viscut una lluita amb la resta dels fills del baró per la multimilionària herència. Abans de morir, el baró va arribar a subscriure un acord que va posar fi a un caríssim i interminable plet a les illes Bermudes.
El 2006, Carmen rebutja públicament els plans de reforma que l'alcalde de Madrid, Alberto Ruiz-Gallardón, formula per a la reorganització del Passeig del Prado segons dissenys de l'arquitecte portuguès Álvaro Siza. L'augment del trànsit, així com la tala d'arbres del Passeig són les objeccions principals de Carmen Cervera a aquestes reformes, encara que en realitat, les dues opcions presentades per l'Ajuntament milloren clarament les actuals condicions del Museu Thyssen-Bornemisza. S'augmenta l'amplitud de la vorera del museu, i els carrils de circulació rodada es fan més petits. Després d'una polèmica molt airejada per la premsa, la baronessa i les autoritats locals semblen haver arribat a un acord.
Paral·lelament, la Col·lecció Carmen Thyssen-Bornemisza prossegueix un desenvolupament imparable, perllongant en certa manera els afanys col·leccionistes de la saga Thyssen, encara que amb registres ben diferents en realitat, car la baronessa ha preferit l'art espanyol del segle xix, especialment els gèneres costumistes.
Els nous espais del museu de Madrid exposen una selecció internacional sota préstec, encara que es negocia ja una cessió definitiva. Mentre, es preparen noves seus per a altres conjunts de quadres a Màlaga i Sant Feliu de Guíxols. També s'ha parlat d'un possible Espai Thyssen a Andorra.
El 2025 fou inclosa a la llista Forbes de les 100 dones més influents de Catalunya.

## Filmografia representativa
- Verano sangriento
- Objetivo, matar